# Keith Emerson

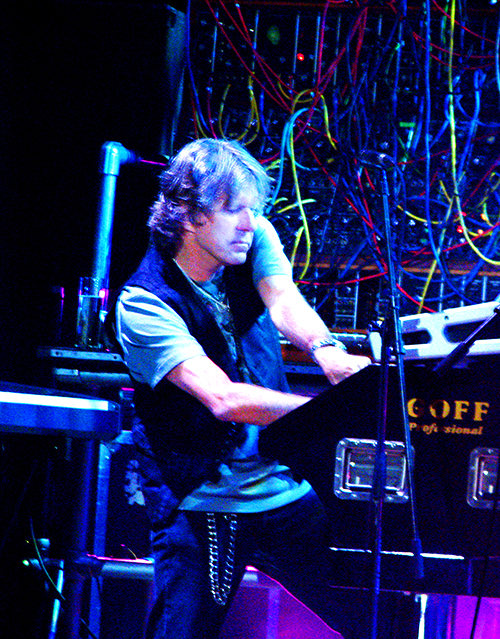
Keith Emerson în 2008

Keith Noel Emerson (n. 2 noiembrie 1944, Todmorden, Anglia, Regatul Unit – d. 11 martie 2016, Santa Monica, California, SUA) a fost un muzician britanic, claviaturist și compozitor.
Fost membru al Keith Emerson Trio, John Brown's Bodies, The T-Bones, V.I.P.s, trupa de fundal al lui P.P. Arnold și The Nice, a fondat in 1970 Emerson, Lake and Palmer (ELP), unul din primele supergrupuri. Dupa ce trupa s-a destrămat în 1979, acesta nu a avut un succes prea mare cu Emerson Lake and Powell în anii 1980. ELP s-a reunit la începutul anilor 1990. De asemenea Emerson a reunit și trupa The Nice pentru un turneu în 2002.

## Discografie

### Albume de studio
- Honky (1985)
- Harmageddon/China Free Fall (1987)
- The Christmas Album (1988)
- Changing States (1995)
- Emerson Plays Emerson (2002)
- At The Movies (2005)
- Off The Shelf (2006)
- Keith Emerson Band Featuring Marc Bonilla (2008)

### Soundtrack-uri
- Nighthawks (1981)
- Best Revenge (1986)
- Murderock (1986)
- Inferno (2000)
- La Chiesa (2002)

### Compilații
- Hammer It Out (2005)